# Solar Physics
«Solar Physics» — рецензований науковий журнал, який щомісяця видається Springer Science+Business Media. Головними редакторами є Лідія ван Дріель-Гестелі, Крістіна Мандріні, Іньїго Аррегуї і Марко Веллі.

## Напрям та історія
Цей журнал зосереджений на фундаментальних дослідженнях Сонця та охоплює всі аспекти сонячної фізики. Тематика охоплює сонячно-земну фізику та суміжні галузі досліджень зір. Формати публікацій включають звичайні рукописи, запрошені рецензії, запрошені мемуари та тематичні збірки.
«Solar Physics» був заснований в 1967 році фізиками Сонця Корнелісом де Ягером та Зденеком Швесткою, а також видавцем Д. Рейделем.

## Реферування та індексування
Цей журнал індексується такими сервісами:
- Science Citation Index
- Scopus
- INSPEC
- Chemical Abstracts Service
- Current Contents[en]/Physical, Chemical & Earth Sciences
- GeoRef[en]
- Journal Citation Reports
- SIMBAD